# 泡果拉拉藤
泡果拉拉藤（学名：Galium bullatum），为茜草科拉拉藤属下的一个植物种。